# New Albany, Ohio
New Albany är en stad i Franklin County, och Licking County, i Ohio. Vid 2010 års folkräkning hade New Albany 7 724 invånare.